# Der Scout (1994)
Der Scout (Originaltitel: The Scout) ist eine US-amerikanische Sport-Komödie des Regisseurs Michael Ritchie aus dem Jahr 1994, mit Albert Brooks und Brendan Fraser in den Hauptrollen.

## Handlung
Al Percolo ist ein Talentscout der New York Yankees. Für ihn ist die „Welt, wie ein Dschungel, in der man reingehen muss und mit King Kong wieder herauskommen muss, damit man als Held gefeiert wird.“ Seinen nächsten King Kong hat er mit Tommy Lacy, einem jugendlichen Pitcher, ausgemacht. Er hat sich dafür in die Südstaaten begeben, ins Zentrum des Bible Belt, und hofft nun, mit all seinen rhetorischen Tricks, die Eltern davon zu überzeugen, dass Tommy seine Schule abbricht, um mit einem Jahresvertrag von 500.000 US-Dollar für die New York Yankees zu werfen. Nach einigen Lügen hat er die Eltern soweit und präsentiert bald stolz darauf seinen neuen Schützling. Doch bei diesem ist nach der Anfangsbegeisterung überhaupt nicht mehr viel zu spüren, sodass er sich lieber auf der Toilette und dem Feld übergibt, als erfolgreich zu spielen. Das macht den Generalmanager Ron Wilson so wütend, dass er Al zur Strafe nach Mexiko schickt, um im Nirgendwo ein neues Talent aufzutreiben.
Die Reise durch die mexikanische Provinz wird die erwartete Strafe Percolos. Nachdem er sich mit den Unsitten, seltsamen Gebräuchen und ungewöhnlichen Verhaltensweisen abgefunden hat, entdeckt er etwas, was er nicht mehr für möglich gehalten hat; einen hochtalentierten Baseballspieler. Der Amerikaner Steve Nebraska ist gleichermaßen ein unglaublicher Pitcher wie auch Batter, sodass Al die Möglichkeit sieht, endlich wieder aus Mexiko zu verschwinden. Er überredet Steve mit nach New York City zu fliegen, wo er für die Yankees spielen soll. Doch auf der Reise dorthin wird er von Wilson entlassen. Vom Flughafen Newark ruft er die Manager aller Major-League-Baseballteams zusammen, um ein Probetraining zu arrangieren. Derweil wohnt Steve in Als Apartment. Obwohl er dabei entdeckt, dass Steve emotionale Probleme hat, ignoriert er diese und bereitet ihn auf das Showtraining vor.
Bei diesem überzeugt er alle Anwesenden so stark, dass ein Wettbieten um den Spieler beginnt, welches die New York Yankees dank eines Vierjahresvertrages über 55 Mio. US-Dollar gewinnen. Nebraska soll ab kommender Saison eingesetzt werden, sofern die Yankees nicht schon vorher die World Series erreichen. Der Vertrag wird allerdings erst rechtsgültig, wenn Al mit Nebraska einen psychologischen Unbedenklichkeitsnachweis erbringen kann. Doch die dafür konsultierte Dr. H. Aaron will sich nicht einfach von Picolo einspannen lassen, da sie merkt, dass Nebraska emotionale Schäden hat und in Al eine Vaterfigur sieht. Al ist sich dessen bewusst, braucht Nebraska aber, um endlich wieder Geld zu verdienen. Also macht er alles, damit er sich auf sein Spiel vorbereiten kann und sich nicht schlecht fühlt, damit endlich der psychologische Test bestanden werden kann.
Doch je mehr die Wahrscheinlichkeit besteht, dass die Yankees in die World Series kommen, desto weniger will Nebraska überhaupt noch spielen. Am Tag seines ersten Einsatzes ist der Druck, der auf ihn lastet, Al nicht zu enttäuschen, so groß, dass er es kaum aushält, auf dem Spielfeld zu stehen. Vor lauter Panik rennt er vom Platz und klettert auf das Dach des Yankee Stadiums. Alle halten dies für eine Selbstmordversuch. Also versucht Al Nebraska auf das Dach zu folgen, wo er ihn auffordert, vom Dach zu klettern. Aber je mehr er Druck auf ihn ausübt, desto weniger will Nebraska. Erst als Al ihm die Wahl lässt, zu spielen oder nicht, kommt Nebraska mit Hilfe eines Hubschraubers vom Dach und spielt mit all seinen Fähigkeiten die Gegner an die Wand. Dank seiner hervorragenden Pitches, die alle über 160 km/h schnell fliegen, schafft er ein Perfect Game und die St. Louis Cardinals, insbesondere ihren letzten Schlagmann Ozzie Smith zu besiegen.

## Kritik
James Berardinelli vermutete, dass „entweder das Drehbuch schlecht geschrieben, oder größere Teile einfach rausgeschnitten“ wurden, denn es gebe weder „eine Figurenentwicklung,“ noch wurden die Gründe für Steves Verhalten im Film gezeigt. Es ist sogar noch schlimmer, denn Nebraska sei „seicht, verweichlicht und nervend [und] sein dramatischer Unterton ist oberflächlich.“ Er wunderte sich auch, warum dieser „unglaubwürdige Film“ soviele Baseballprominenz aufbieten könne. Alles in allem habe dieser Film einen „unlustigen Humor, dröges Drama und ein erwartbares heroisches Ende.“ Allerdings vermutete er auch, dass der Film besser hätte sein können, wenn man ihn anderes behandelt hätte.
Selten habe Roger Ebert einen Film gesehen, der sich so schlecht entwickelt, denn er „startet als grandiose Komödie, entwickelt sich zu einem sinnlosen Drama und endet als schmalziges Abenteuer.“ Unnötigerweise verwandele er sich in „eine Mischung aus einem Melodrama und einem TV-Krankheit-Der-Woche-Film.“ Es wäre einfacher gewesen, wenn „der Film durchgängig schlecht wäre, aber so wirkt er, als würde er seine Hoffnungen verlieren, um sie schließlich zu verraten.“
In der Los Angeles Times lobte Peter Rainer die erste halbe Stunde des Films, auch mit Bezug auf Albert Brooks, als „bestechend“. Aber dann verkomme der Film zu einem Versatzstück mehrerer „ernsthafter und unkomischer Momente,“ sodass er meint, dass bei „soviel Talent,“ der Film mit seiner „schleichenden Mittelmäßigkeit wie ein perverser Witz“ wirke. Die Filmemacher scheinen seiner Meinung nach „nicht gewusst zu haben, was sie mit dem Film anfangen sollten“, und ein Großteil der Kontinuität der Schere zum Opfer gefallen sei.
Das Lexikon des internationalen Films meinte, dass es sich um eine „herkömmliche amerikanische Aufsteiger-Saga mit dem obligatorischen Happy-End.“ Allerdings weise sie „immerhin genügend inszenatorische Kompetenz auf, um Sportfreunde solide zu unterhalten.“

## Hintergrund
Bereits Ende der 1970er Jahre sollte das Drehbuch von Andrew Bergman verfilmt werden. Unter der Regie von Howard Zieff und mit dem Hauptdarsteller Peter Falk wurden die Dreharbeiten allerdings nach zwei Wochen wieder abgebrochen. Anfang der 1990er Jahre wurde Albert Brooks beauftragt das Drehbuch von Bergman umzuschreiben. Er half auch beim Casting und sollte ursprünglich die Regie übernehmen, was er aber ablehnte. Michael Ritchie, der bereits bei mehreren Sportfilmen die Regie übernahm, wurde als Regisseur verpflichtet, wobei er von Anfang an meinte, dass er nicht nur einen Baseballfilm drehen wollte. Allerdings konnte sich Brooks nicht gegen die Produzenten durchsetzen, sodass ein neues Ende gedreht werden musste. Laut Brooks hätte der Film nicht so ein Rocky-Ende gehabt.

## Veröffentlichung
In den USA konnte der Film gerade mal etwas mehr als 2,6 Mio. US-Dollar nach seinem Kinostart am 30. September 1994 wieder einspielen. In Deutschland wurde der Film am 16. November 1994 direkt auf VHS veröffentlicht.